# Jay Baruchel
Jay Baruchel, född 9 april 1982 i Ottawa, Ontario, är en kanadensisk skådespelare. Han är bland annat känd som rösten till Hicke i Draktränaren.
Baruchel var förlovad med skådespelaren Alison Pill 2010–2013.

## Filmografi (urval)
- 2001–2003 – Panik i plugget (TV-serie)
- 2002 – The Rules of Attraction - Lustans lagar
- 2004 – Million Dollar Baby
- 2007 – På smällen
- 2008 – Real Time
- 2008 – Tropic Thunder
- 2008 – Natt på museet 2
- 2008 – Nick och Norahs oändliga låtlista
- 2009 – Fanboys
- 2010 – I min vildaste fantasi
- 2010 – Draktränaren (Hicke Hiskelig Halvulk III, röst)
- 2010 – Trollkarlens lärling
- 2011 – Goon
- 2012 – Cosmopolis
- 2012–2018 – Drakryttarna (TV-serie) (Hicke Hiskelig Halvulk III, röst)
- 2013 – The Art of Steal
- 2013 – This Is the End
- 2014 – Robocop
- 2014 – Draktränaren 2 (Hicke Hiskelig Halvulk III, röst)
- 2015 – Aloha
- 2019 – Draktränaren 3 (Hicke Hiskelig Halvulk III, röst)
- 2023 – FUBAR (TV-serie)